# 戈尔德巴克-阿尔滕巴克
戈尔德巴克-阿尔滕巴克（法語：Goldbach-Altenbach，发音：[gɔldbak altənbak] 或 [gɔltbax altənbax]）是法国上莱茵省的一个市镇，位于该省西部，属于坦恩-盖布维莱尔区（Thann-Guebwiller）和塞尔奈县（Cernay）。该市镇总面积9.14平方公里，2009年时的人口为293人。

## 人口
戈尔德巴克-阿尔滕巴克人口变化图示